# Newbridge (Wight)
Newbridge – wieś w Anglii, na wyspie Wight. Leży 10 km na zachód od miasta Newport i 129 km na południowy zachód od Londynu.